# Клінічне співчуття
Клінічне співчуття, клінічна емпатія — уміння розуміти те, що говорить і відчуває пацієнт, і ефективно взаємодіяти з пацієнтом, застосовуючи це розуміння.
Протилежністю клінічної емпатії є клінічна відстороненість. Емоційна відстороненість, або клінічна відстороненість, — це здатність дистанціюватися від пацієнта, щоб допомагати йому з об'єктивної точки зору. Щоб лікарі максимізували свою роль, необхідно знайти баланс між клінічною відстороненістю та клінічною емпатією. Останні дослідження показують, що клінічне співчуття може бути економічно ефективним.
У 2001 році був створений інструмент для вимірювання лікарської емпатії стосовно кожного пацієнта. Цей інструмент називається Шкала Лікарського Співчуття Джефферсона. Анкета з 20 пунктів спочатку була розроблена для студентів-медиків і лікарів, але поширилася на стоматологію та медсестринство, оскільки її легко інтерпретувати, застосовувати та аналізувати.
Від першого до четвертого курсу медичної школи показники співчуття за шкалою Джефферсона (S-версія) знижуються. І стать, і вибір спеціальності впливають на показники емпатії — переважають жінки та спеціальності первинної медичної допомоги.

## Клінічна емпатія
Клінічна емпатія є головним компонентом пацієнт-орієнтованих стосунків. Вона розглядається як загальноприйнятна опора професіоналізму для студентів-медиків. Співчуття включає як когнітивні, так і афективні аспекти. Когнітивна сфера обертається навколо розуміння досвіду пацієнта та здатності зрозуміти світ з його точки зору. Це протиставляє афективний аспект емпатії, який передбачає приєднання до емоційних переживань і почуттів пацієнта, що ближче до співчуття. Співчутливі лікарі діляться розумінням з пацієнтами, що сприяє їхньому фізичному, психічному та соціальному добробуту. У діагностиці та лікуванні важливе значення має як здатність медичного працівника надавати емпатійну допомогу, так і сприйняття цієї допомоги пацієнтом. Розвиток здатності розуміти думки та почуття пацієнта сприяє успішній медичній бесіді та спільному лікуванню. Практика застосування співчуття в клінічних умовах призводить до більшої задоволеності пацієнтів, кращої згоди та меншої кількості судових позовів.
Когнітивний аспект емпатії допомагає лікарям розуміти пацієнта як особу, його потреби, страхи та очікування. Це дає можливість підходити до кожної ситуації індивідуально, враховуючи контекст і особистість пацієнта. Здатність займати позицію пацієнта дозволяє лікареві використовувати це розуміння для прийняття кращих медичних рішень та планування ефективного лікування[джерело?].
Афективний аспект емпатії ставить лікаря в ролі співчутливого спостерігача, який співпереживає з пацієнтом емоційні стани та переживання. Це допомагає створити емоційний зв'язок і підтримку, що є важливим для пацієнтів, особливо в ситуаціях, пов'язаних зі стресом, хворобою чи тяжкими діагнозами. Прийняття пацієнта з уважністю, розумінням і емпатією створює сприятливий клімат для відчуття підтримки та розуміння, що може позитивно вплинути на процес лікування та загальний добробут пацієнта[джерело?].

## Клінічна відстороненість
Клінічна відстороненість є засобом надання об'єктивної, відстороненої медичної допомоги, зберігаючи достатньо турботи про пацієнта, щоб запропонувати йому емоційне розуміння. Тісні стосунки між пацієнтом і медиком (наприклад, лікарем) загрожують об'єктивності, тому очікується, що соціальна дистанція гарантуватиме професіоналізм. Студентів у медичних школах навчають клінічній відстороненості як захисному механізму для боротьби з такими емоційними переживаннями, як смерть і вмирання. Клінічна відстороненість також є засобом боротьби з «тиском помилок» і медичною невизначеністю. Придушення та репресія емоцій, інтелектуалізація, гумор — це механізми протистояння тривожним ситуаціям з метою дати об'єктивну оцінку.

## Визначення
Оскільки емпатія є багатогранним і складним поняттям, її визначення теж виявляється складним. Хоч існують шкали для вимірювання емпатії, такі, як Індекс Міжособистісної Реактивності, розроблений Девісом, Шкала Емоційного Співчуття, розроблена Мехрабіаном і Епштейном, та Шкала Співчуття Хогана, вони не були створені явно для вимірювання співчуття лікаря. Шкала Лікарського Співчуття Джефферсона була створена в Центрі досліджень медичної освіти та охорони здоров'я (Center for Research in Medical Education and Health Care (CRMEHC)) при Джефферсонівському медичному коледжі для вимірювання сприйняття пацієнтами співчуття з боку свого постачальника. Конструктивна валідність, критерій орієнтована валідність, прогностична валідність, внутрішня узгодженість і надійність тесту-повторного тесту — все це надає емпіричну підтримку для Шкали Джефферсона. Шкала спочатку була призначена для розповсюдження серед студентів-медиків і лікарів. З моменту створення шкалу було перекладено 53 мовами та застосовано до інших медичних професій, таких як стоматологія та сестринська справа. Зараз існує три версії шкали: одна для студентів-медиків (S-версія), одна для медичних професій (HP-версія) і одна для студентів медичних професій (HPS-версія). Результати опитувальника з 20 пунктів показують, що вищі бали пов'язані з вищим рівнем співчуття в міжособистісному спілкуванні.

## Роль у медичній освіті
Перший досвід роботи студентів-медиків з пацієнтом часто пов'язаний з трупом під час загального курсу анатомії[джерело?]. Тісна робота з трупом під час курсу загальної анатомії відображає суть стосунків між пацієнтом і постачальником. Розтин трупа — це складний емоційний і розумовий досвід. Залученість, емоційне подолання та здатність — це три теми, які розвиваються під час розтину. Студенти-медики на курсі загальної анатомії можуть відчувати змішані емоції та різні реакції на розтин трупа. Студенти, які розглядають свого донора як науковий зразок, менше виступають проти розтину, тоді як студенти, які розглядають свого донора, як колишню живу людину, стикаються з більшими труднощами під час розтину та виховують почуття емпатії щодо трупа. Через емоційний вплив дисекції, студенти мають розвинути відсторонену турботу, щоб впоратися з цими почуттями.
У західних країнах медична освіта наголошує на філософії розтину «тіло як перший пацієнт». Ця анонімність трупа виховує інше відношення, ніж у східних країнах. Багато східних країн сприйняли уявлення про донора як про «першого вчителя». Наприклад, у Таїланді студентів заохочують розвивати особисті стосунки зі своїми донорами. Студентів навчають дивитися на своїх донорів з найвищою пошаною і дивитися на трупи як на «великого вчителя». Цей намір дозволяє студентам медикам налагодити знайомі для них стосунки між викладачем і студентом, на відміну від підходу до свого донора як до лікаря, що є новою та незнайомою для студентів практикою. Незважаючи на те, що східні та західні країни по-різному розглядають зв'язки з трупами, можна узагальнити, що такі курси анатомії пропонують можливість студентам перевірити свої почуття щодо життя, смерті та вмирання. Ці курси також сприяють розвитку стратегій подолання стресових ситуацій.
Під час медичної освіти чоловіки та жінки відрізняються у своєму ставленні та виконанні емпатійного лікування. Студенти, які вступають на спеціальності орієнтовані на людей, такі як сімейна медицина, загальна медицина внутрішніх хвороб та інші спеціальності первинної медичної допомоги, мають вищі бали за Шкалою Лікарського Співчуття Джефферсона, тоді як студенти, які вступають на спеціальності, орієнтовані на технології, такі як патологія, радіологія та анестезіологія, мають нижчі показники співпереживання. Студентки частіше вступають на людино-орієнтовані спеціальності, а чоловіки — на технічно-орієнтовані. Студентки отримують вищі бали, ніж студенти, за шкалою Джефферсона за увесь період навчання в медичній школі. Студентки також мають більшу ймовірність, ніж чоловіки, не погоджуватися з потребою у відстороненій турботі, щоб забезпечити найкраще лікування.
Кілька досліджень показали, що клінічне співчуття може знизитися у студентів під час навчання в медичній школі, причому зміни спостерігаються навіть уже на першому курсі (від початку до його завершення). Якщо це так, це може мати негативні наслідки, оскільки є побоювання, що зниження співчуття може вплинути на професіоналізм і якість догляду.
Хоч точні причини цього зниження емпатії повністю не вивчені, деякі дослідження висувають теорії. Зменшення може бути пов'язане з медичною програмою, яка може змусити студентів розвивати більш науковий, а не цілісний підхід до медицини). Інша причина може полягати в тому, що перспектива, як бажання працювати добре, так і підтримувати турботливе ставлення до пацієнтів у будь-який час може бути надзвичайною та викликати занепокоєння у студентів. Отже, щоб протистояти цьому, студенти, швидше за все, віддадуть пріоритет своїй успішності в медичній школі, а не зберігають турботливу поведінку. Схожим чином, також було припущено, що в міру того, як тиск на отримання медичних знань зростає впродовж навчання в медичній школі, студенти стають більш стурбованими збереженням цих знань разом із необхідністю зберігати співчуття та турботу щодо пацієнтів. Студенти, швидше за все, втратять свої емпатичні якості як компенсацію за те, що вони все ще відчувають, ніби вони здатні вивчити всю необхідну інформацію. Більше того, у міру того, як студенти навчаються в медичній школі, вони, швидше за все, дегуманізують пацієнтів, щоб захистити себе від почуття страждання, оскільки вони стикаються з дедалі складнішими пацієнтами. В результаті може постраждати їхня емпатія до пацієнтів.

## Підтримування
Було запропоновано багато методів, спрямованих на підтримку співчуття у студентів медичних закладів та спеціалістів,- із різним успіхом. Втручання включали медичні гуманітарні науки та творче мистецтво навколо розповіді пацієнта, письмове посередництво, включно з: творчим письмом та веденням блогів, драматургією, формальним спілкуванням та навчанням навичок міжособистісного спілкування, проблемним навчанням.